# Chaudfontaine
Chaudfontaine (valonă Tchôfontinne) este o comună francofonă din regiunea Valonia din Belgia. Comuna este formată din localitățile Chaudfontaine, Beaufays, Embourg și Vaux-sous-Chèvremont și este situată în aglomerația orașului Liège. Suprafața totală a comunei este de 25,32 km². La 1 ianuarie 2008 comuna avea o populație totală de 20.940 locuitori. 
În localitate există izvoare de apă minerală, exploatate de către The Coca-Cola Company
1. ↑  GeoNames, accesat în 17 noiembrie 2022